# ستان هورن
ستان هورن (بالإنجليزية: Stan Horne)‏ (17 ديسمبر 1944 في المملكة المتحدة - ) هو لاعب كرة قدم بريطاني في مركز الوسط. لعب مع أستون فيلا ومانشستر سيتي ونادي روتشديل ونادي فولهام ونادي تشستر سيتي وDenver Dynamos ‏.

## وصلات خارجية
- ستان هورن على موقع قاعدة بيانات كرة القدم.إي يو (الإنجليزية)